# (32825) 1992 CK3
1992 CK3 (asteroide 32825) é um asteroide da cintura principal. Possui uma excentricidade de 0.11815160 e uma inclinação de 2.62404º.
Este asteroide foi descoberto no dia 2 de fevereiro de 1992 por Eric Walter Elst em La Silla.